# Шаван-сюр-Сюран
Шава́н-сюр-Сюра́н (фр. Chavannes-sur-Suran) — коммуна во Франции, находится в регионе Рона — Альпы. Департамент — Эн. Входит в состав кантона Треффор-Кюизья. Округ коммуны — Бурк-ан-Брес.
Код INSEE коммуны — 01095.

## География
Коммуна расположена приблизительно в 370 км к юго-востоку от Парижа, в 75 км северо-восточнее Лиона, в 17 км к северо-востоку от Бурк-ан-Бреса.
По территории коммуны протекает река Сюран.

## Климат
Климат полуконтинентальный с холодной зимой и тёплым летом. Дожди бывают нечасто, в основном летом.

## Население
Население коммуны на 2010 год составляло 644 человека.
| 1962 | 1968 | 1975 | 1982 | 1990 | 1999 | 2010 |
| ---- | ---- | ---- | ---- | ---- | ---- | ---- |
| 440  | 386  | 336  | 393  | 419  | 485  | 644  |

## Администрация
| Период | Период | Фамилия        | Партия | Примечания |
| ------ | ------ | -------------- | ------ | ---------- |
| 1953   | 1965   | Андре Шамбон   |        |            |
| 1965   | 1971   | Марсель Барбье |        |            |
| 1971   | 1989   | Рене Пеше      |        |            |
| 1989   | 1995   | Макс Вареон    |        |            |
| 1995   | 2008   | Моник Бертран  |        |            |
| 2008   | 2014   | Бернар Прен    |        |            |
| 2014   | 2020   | Жан-Жак Лоран  |        |            |

## Экономика
В 2010 году среди 391 человека трудоспособного возраста (15—64 лет) 317 были экономически активными, 74 — неактивными (показатель активности — 81,1 %, в 1999 году было 73,4 %). Из 317 активных жителей работали 291 человек (149 мужчин и 142 женщины), безработных было 26 (14 мужчин и 12 женщин). Среди 74 неактивных 20 человек были учениками или студентами, 38 — пенсионерами, 16 были неактивными по другим причинам.

## Достопримечательности
- Церковь Св. Петра (XV век). Исторический памятник с 1946 года.[4]
- Дом 1581 года. Исторический памятник с 1947 года.[5]
- Замок Рози (XVI век).

## Фотогалерея

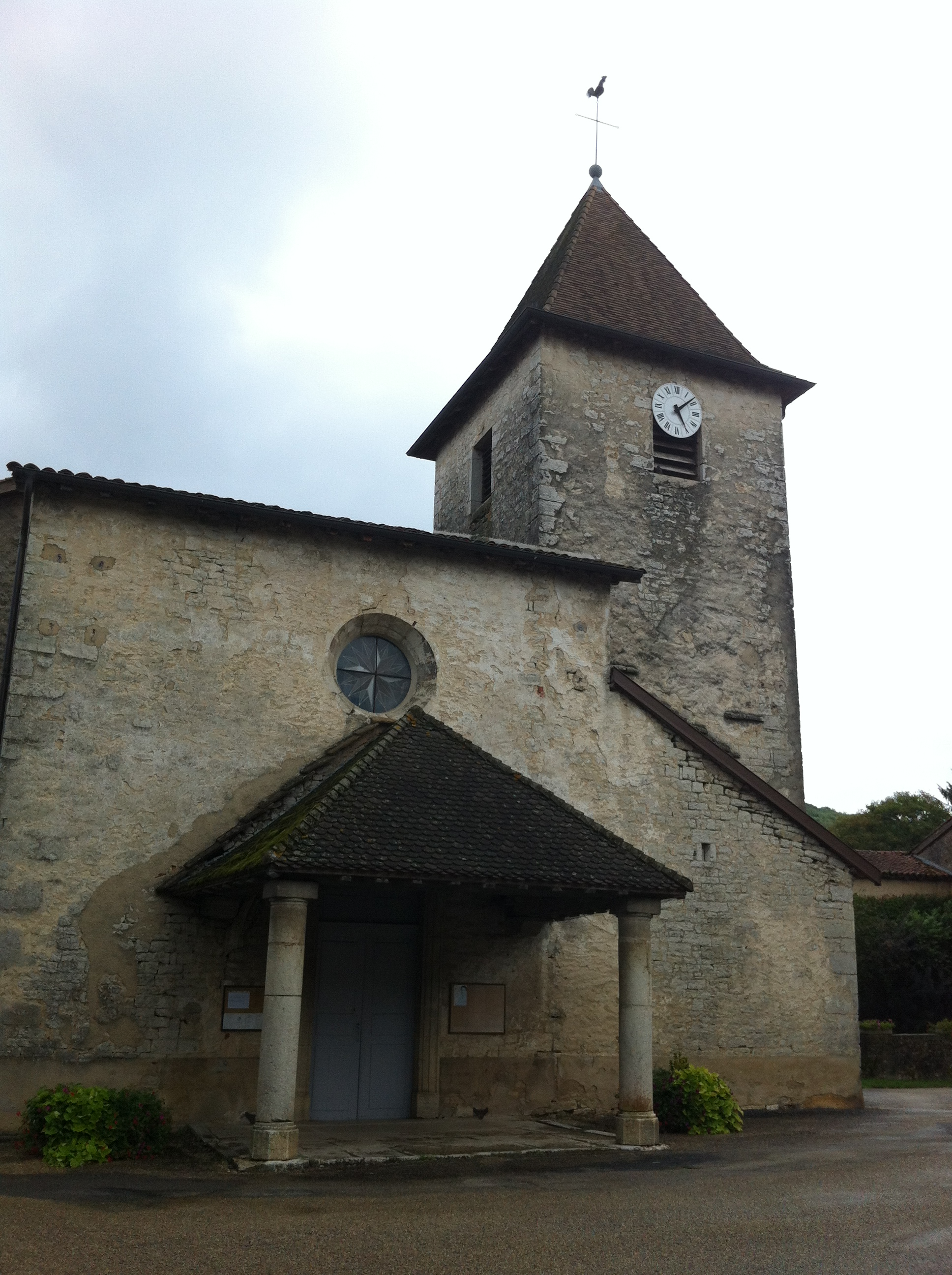
Церковь Св. Петра
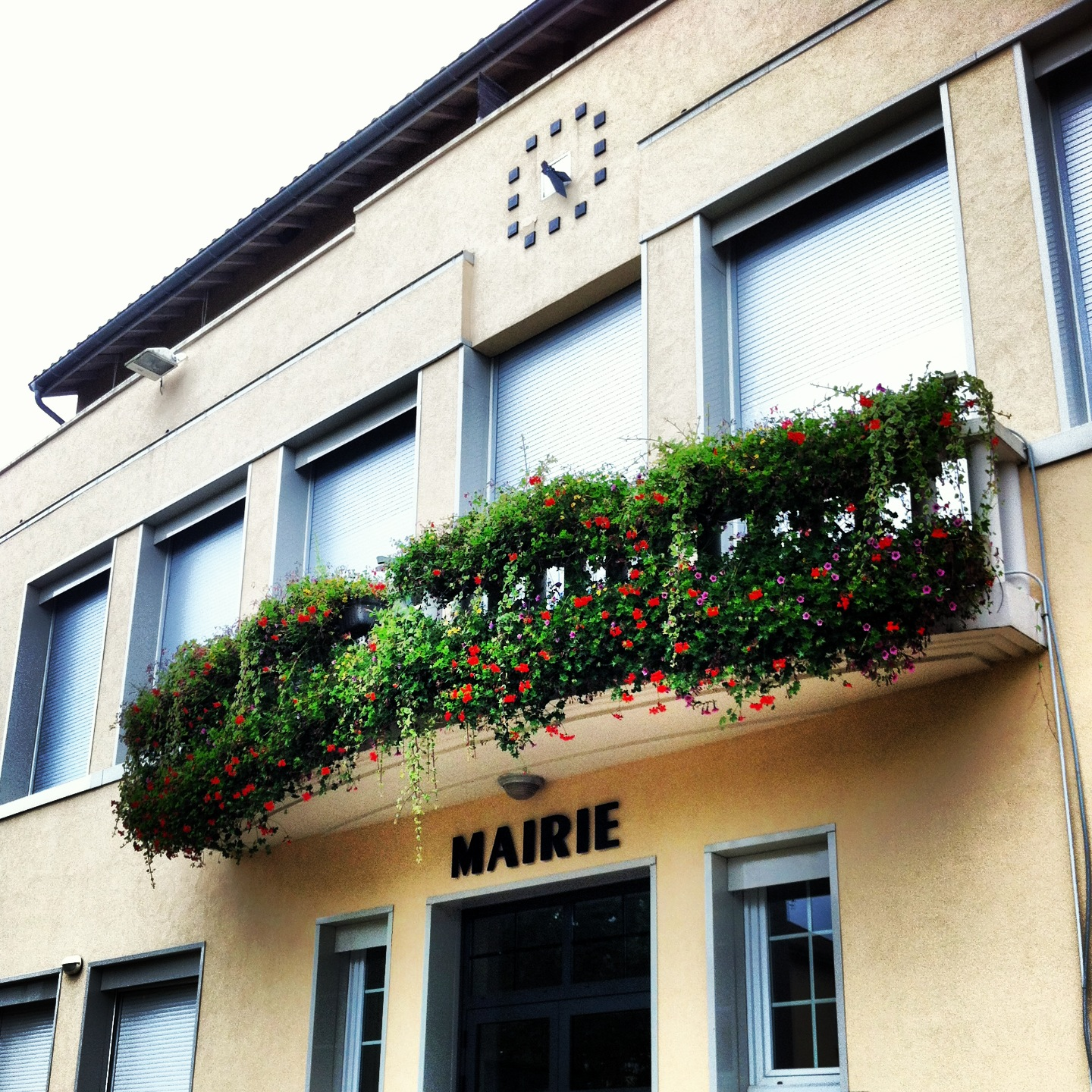
Мэрия
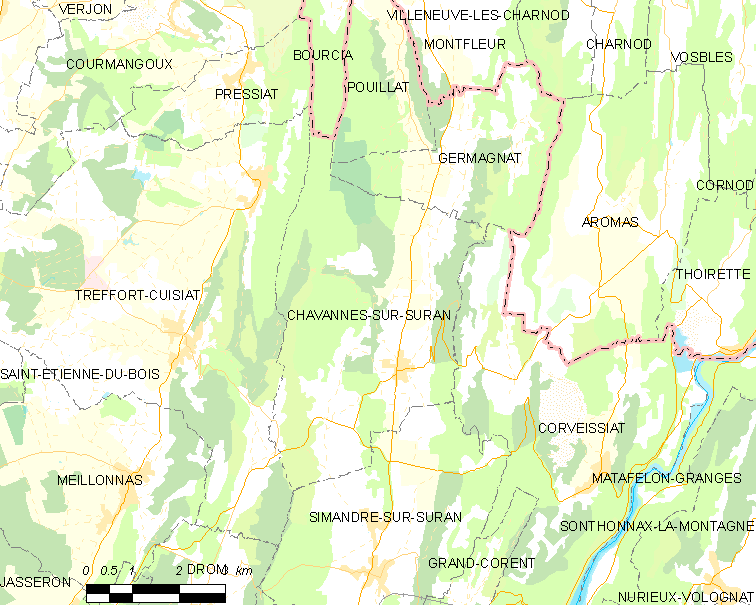
Карта коммуны